# Echinochloa oryzicola
Echinochloa oryzicola é uma espécie de planta com flor pertencente à família Poaceae. 
A autoridade científica da espécie é (Vasinger) Vasinger, tendo sido publicada em Flora URSS 2: 33. 1934.

## Portugal
Trata-se de uma espécie presente no território português, nomeadamente em Portugal Continental.
Em termos de naturalidade é introduzida na região atrás indicada.

## Protecção
Não se encontra protegida por legislação portuguesa ou da Comunidade Europeia.